# Vaudelnay
Vaudelnay település Franciaországban, Maine-et-Loire megyében. Lakosainak száma 1122 fő (2022. január 1.). Vaudelnay Brossay, Cizay-la-Madeleine, Montreuil-Bellay, Le Puy-Notre-Dame és Doué-en-Anjou községekkel határos.

## Népesség
A település népessége az elmúlt években az alábbi módon változott:
| Lakosok száma | 1083 | 1005 | 1037 | 1183 | 1195 | 1175 | 1143 | 1131 | 1122 | 1122 |
|               | 1968 | 1982 | 1990 | 2006 | 2013 | 2015 | 2017 | 2019 | 2020 | 2022 |